# Saldinia
Saldinia  es un género con 29 especies de plantas con flores perteneciente a la familia de las rubiáceas.
Es nativo de África tropical.

## Especies seleccionadas
- Saldinia acuminata Bremek. (1957).
- Saldinia aegialodes Bremek. (1957).
- Saldinia axillaris (Lam. ex Poir.) Bremek. (1957).